# ريبيكا لاتيمر فيلتون
ريبيكا آن لاتيمر فيلتون (بالإنجليزية: Rebecca Ann Latimer) (10 يونيو 1835 - 24 يناير 1930) كانت كاتبة أمريكية ومحاضرة ومصلحة وسياسية أصبحت أول امرأة تخدم في مجلس الشيوخ الأمريكي، على الرغم من أنها خدمت لمدة يوم واحد فقط.  كانت أبرز امرأة في جورجيا في الحقبة التقدمية، وتم تكريمها بتعيينها في مجلس الشيوخ. أدت اليمين الدستورية في 21 نوفمبر 1922، وعملت 24 ساعة فقط. عندما كانت تبلغ من العمر 87 عامًا وتسعة أشهر و 22 يومًا، كانت أكبر سيناتور مبتدئ يدخل مجلس الشيوخ. كانت المرأة الوحيدة التي عملت كعضو في مجلس الشيوخ من جورجيا حتى 6 يناير 2020، عندما تم تعيين كيلي لوفلر من قبل الحاكم بريان كيمب في المقعد الذي أخلاه تقاعد السناتور. جوني إيزاكسون في نهاية عام 2019. كان زوجها ويليام هاريل فيلتون عضوًا في مجلس النواب الأمريكي ومجلس النواب الجورجي وأدارت حملاته. كانت امرأة بارزة في المجتمع. داعية لإصلاح السجون، واقتراع المرأة، وتحديث التعليم، تفوق أبيض علآ الاسود وكانت تملك عبيدا؛ مدافعة بقوة لصالح الإعدام. كتبت نعمان بارتلي أنها بحلول عام 1915 كانت "تدافع عن برنامج نسوي طويل تراوحت بين الحظر والتوزيع المتساوي للأجور على أساس ساعات العمل.

## حياتها
ولدت فيلتون في ديكاتور في 10 يونيو 1835. كانت ابنة تشارلز لاتيمر، زارع مزدهر، تاجر، صاحب متجر عام. كان تشارلز مواطنًا من ولاية ماريلاند انتقل إلى مقاطعة ديكالب في عشرينيات القرن التاسع عشر، وزوجته إليانور سويفت لاتيمر، من مورجان. كان فيلتون أكبر أربعة أطفال. أصبحت شقيقتها ماري لاتيمر بارزة أيضًا في إصلاحات المرأة في أوائل القرن العشرين. عندما كانت في الخامسة عشرة من عمرها، أرسلها والدها للعيش مع أقاربها في بلدة ماديسون حيث حضرت مدرسة خاصة داخل كنيسة مشيخي محلية. ثم ذهبت لحضور كلية ماديسون للطالبات، والتي تلقت منها تعليمًا كلاسيكيًا للفنون الحرة. تخرجت في أعلى فصلها في سن 17 عام 1852.
في أكتوبر 1853، تزوجت من الدكتور ويليام هاريل فيلتون في منزلها وانتقلت للعيش معه في مزرعته شمال كارترسفيل. أنجبت خمسة أطفال، ابنة وأربعة أبناء. واحد فقط، هوارد إروين فيلتون نجا في أعقاب الحرب الأهلية، تم تدمير مزارعهم. ولأنهم لم يتمكنوا الآن من الاعتماد على السخرة كوسيلة لتحقيق الدخل، عاد الدكتور فيلتون إلى الزراعة كوسيلة لكسب الدخل حتى كان هناك ما يكفي من المال لفتح مدرسة. افتتحت فيلتون وزوجها أكاديمية فيلتون في كارترسفيل، حيث كانت تدرس هي وزوجها.

## منح المرأة حق التصويت
من خلال الانضمام إلى اتحاد الاتحاد النسائي المسيحي للاعتدال في عام 1886، تمكنت ريبيكا لاتيمر فيلتون من تحقيق مكانة كمتحدث عن الحقوق المتساوية للنساء البيض. عند دخولها إلى المجال العام بشكل مستقل عن الحياة السياسية لزوجها في أواخر القرن التاسع عشر، حاولت ريبيكا فيلتون توظيف نخبة من الرجال لمساعدة النساء في تحقيق مكانة متساوية في المجتمع. اعتقدت أنه من الضروري أن يُحاسب الرجال، وخلال خطابها عام 1887 في مؤتمر ولاية اتحاد الاعتدال المسيحي للمرأة، جادلت بأن النساء كانوا يؤدون واجباتهم بنشاط كزوجات وأمهات، لكن الرجال قللوا من أهميتهم. وجادلت بأن النساء يجب أن يكون لديهن المزيد من القوة داخل المنزل مع المزيد من التأثير على عملية صنع القرار، ويجب توفير التعليم المناسب لكل من الزوجات والبنات، ويجب أن تتمتع النساء بالاستقلال الاقتصادي من خلال هذا التعليم والتدريب، وبعد ذلك العمل، ويجب أن يكون للمرأة المزيد من التأثير على الأطفال. في عام 1898، كتبت ريبيكا فيلتون «تعليم النسيج للفتيات الجورجيات» كمحاولة لإقناع المشرعين الجورجيين بضرورة تعليم الفتيات. في هذه المقالة، جادلت بأن مسؤولية رعاية زوجته وأطفاله تقع على عاتق الرجل. لذلك، كان من مسؤوليته التأكد من أن ابنته تتمتع بحقوق وفرص متساوية لأبنائه.
ومع ذلك، لم تكن هذه الاستراتيجية ناجحة، وفي عام 1900 انضمت ريبيكا لاتيمر فيلتون رسميًا إلى حركة حق المرأة في التصويت. قادتها هذه الخطوة إلى العمل بلا كلل من أجل حقوق النساء البيض، بما في ذلك الحق في التصويت، والحركة التقدمية، والتعليم العام المجاني للنساء، والقبول في الجامعات العامة لأكثر من ثلاثين. وجدت فيلتون، الناشطة البارزة في حق النساء في التصويت في جورجيا، العديد من المعارضين المناهضين للاقتراع مثل ميلدريد لويس رذرفورد. خلال نقاش عام 1915 مع رذرفورد ومناهضين آخرين للاقتراع أمام اللجنة التشريعية في جورجيا، سمح الرئيس لكل من المناهضين للاقتراع بالتحدث لمدة 45 دقيقة لكنه طالب فيلتون بالتوقف عن الكلام بعد 30 دقيقة. تجاهلته فيلتون وتحدثت لمدة 15 دقيقة إضافية، في وقت ما سخرت من رذرفورد واتهمتها ضمنيًا بالنفاق. ومع ذلك، لم توافق اللجنة التشريعية في جورجيا على مشروع قانون الاقتراع. كانت جورجيا في وقت لاحق أول ولاية ترفض التعديل التاسع عشر لدستور الولايات المتحدة عندما تم اقتراحه في عام 1919، وعلى عكس معظم الولايات الأخرى في الاتحاد، لم تسمح جورجيا للنساء بالتصويت في الانتخابات الرئاسية لعام 1920. لم يتم منح النساء في جورجيا الحق في التصويت حتى عام 1922.

وانتقدت فيلتون ما اعتبرته نفاق الرجال الجنوبيين الذين تفاخروا بالفروسية الجنوبية الفائقة ولكنهم عارضوا حقوق المرأة، وأعربت عن كرهها لحقيقة أن الولايات الجنوبية قاومت حق الاقتراع للنساء البيض لفترة أطول من مناطق أخرى في الولايات المتحدة. كتبت، في عام 1915، أن المرأة حرمت من المشاركة السياسية العادلة 
 إلا في الولايات التي تم منحها حق الامتياز والصدق العام لرجال تلك الدول - بعد الاعتبار الواجب، ومع الغريزة الفروسية التي تميز الرجل الوحشي الخشن عن السادة أمتنا. هل يكون رجال الجنوب أقل سخاء وأقل شهم؟ لقد أعطوا النساء الجنوبيات المزيد من الثناء من رجل الغرب، لكن بالحكم من خلال أفعالهن، كان الرجال الجنوبيون أقل صدقًا. العبارات المعسولة ممتعة للاستماع إليها، لكن النساء المعقولات في بلادنا يفضلن هدايا أكثر جوهرية... 

## وجهات نظر عنصرية
بعد أن تزوجت في سن الثامنة عشرة، كانت فيلتون وزوجها يمتلكان عبيدًا قبل الحرب الأهلية الامريكية،  وكانت آخر عضو في أي من مجلسي الكونغرس كان مالكًا للعبيد.

كانت فيلتون تؤمن بتفوق العرق الابيض. وزعمت، على سبيل المثال، أنه كلما زادت الأموال التي أنفقتها جورجيا على تعليم السود، زادت الجرائم التي يرتكبها السود. بالنسبة للمعرض العالمي الكولومبي عام 1893، اقترحت معرضًا جنوبًا يوضح فترة العبيد، مع مقصورة وأشخاص حقيقيين يصنعون الحصير والياقات السلال والسلال - امرأة تدور وتدور القطن - وآخر للعب البانجو وتظهر الحياة الفعلية للعبد - وليس نوع توم توم. لقد أرادت أن تعرض الجهلاء القانعين - كما تتميز عن وحوش هارييت بيتشر ستو. 

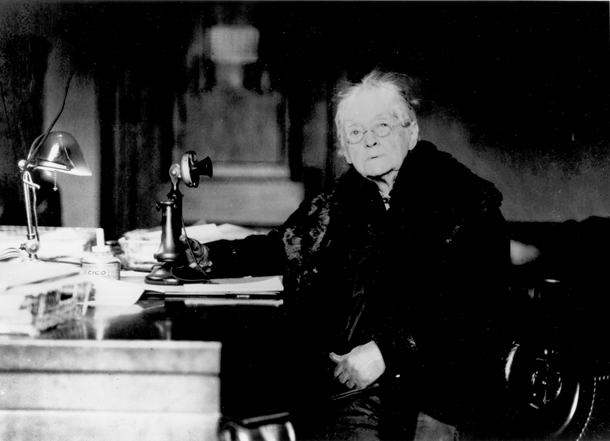
فيلتون في مكتبها بمجلس الشيوخ

اعتبرت فيلتون الشباب السود الذين سعوا إلى معاملة متساوية الغوريلا نصف المتحضرة ونسبوا لهم شهوة وحشية للنساء البيض. أثناء سعيها للحصول على حق الاقتراع للنساء، شجبت حقوق التصويت للسود، بحجة أنها أدت مباشرة إلى اغتصاب النساء البيض.
في عام 1899، قام حشد كبير من الجورجيين البيض بتعذيب وتشويه وإحراق رجل أسود، سام هوز، الذي قيل أنه قتل رجلاً أبيض دفاعًا عن النفس واتهم زوراً باغتصاب زوجة ضحيته من قبل صحفيين عديمي الضمير. باع الحشد أجزاء من رفاته الجسدية كهدايا تذكارية. وقالت فيلتون إن أي «زوج أو أب طيب القلب» كان سيقتل «الوحش» وأنه كان أقل تعاطفا من الكلب المسعور.
كما دعت فيلتون إلى المزيد من عمليات إعدام الرجال السود، قائلة إن ذلك كان إيليزيًا مقارنة باغتصاب النساء البيض. في مناسبة واحدة على الأقل، دافعت صراحة عن مشاركة الجنوبيين البيض في عمليات الإعدام على نطاق واسع لحماية المجتمع: 

## السنوات الأخيرة
بعد تكريس أكثر من خمسة عقود لانتخاب النساء البيض، عادت ريبيكا لاتيمر فيلتون إلى كارترسفيل واستمرت في الكتابة والمحاضرات حتى أيامها الأخيرة، منهية كتابها القصة الرومانسية لنساء جورجيا قبل وفاتها بوقت قصير. توفيت في أتلانتا عام 1930. دفن رفاتها في مقبرة أوك هيل في كارترسفيل.

## روابط خارجية
- ريبيكا لاتيمر فيلتون على موقع الموسوعة البريطانية (الإنجليزية)
- ريبيكا لاتيمر فيلتون على موقع إن إن دي بي (الإنجليزية)